# Rhamdia macuspanensis
Rhamdia macuspanensis és una espècie de peix de la família dels heptaptèrids i de l'ordre dels siluriformes.

## Morfologia
Els mascles poden assolir els 13,8 cm de llargària total.

## Distribució geogràfica
Es troba a Mèxic.